# بریستول بریتانیا
بریستول بریتانیا (به انگلیسی: Bristol Britannia) یک هواگرد ساختِ کارخانهٔ بریستول ایروپلین در کشور بریتانیا است که در سال ۱۹۵۲-۱۹۶۰ ساخته شد. نخستین استفاده‌کنندهٔ این هواپیما BOAC بوده‌است. این هواگرد برای نخستین بار در ۱۶ اوت ۱۹۵۲ میلادی مورد استفاده قرار گرفت.